# Aleksander Jakovljevič Hinčin
Aleksander Jakovljevič Hinčin (rusko Алекса́ндр Я́ковлевич Хи́нчин), ruski matematik, * 19. julij 1894, vas Kondrovo, Kaluška gubernija (sedaj Kaluška oblast), Ruski imperij (sedaj Rusija), † 18. november 1959, Moskva, Sovjetska zveza (sedaj Rusija).

## Življenje in delo
Hinčin je bil sin inženirja-tehnologa Jakova (Geršenoviča) Grigorjeviča Hinčina (1858–1941). Hodil je na tehniško gimnazijo v Moskvi, kjer ga je začela zanimati matematika. Leta 1911 je začel študirati fiziko in matematiko na Državni univerzi v Moskvi (MGU), kjer je leta 1916 diplomiral. Na univerzi je sodeloval z Luzinom. Šest let kasneje je postal redni profesor na moskovski univerzi in na tem mestu služboval vse do svoje smrti.
Najprej se je ukvarjal z realno analizo. Kasneje je raziskoval metode metrične teorije funkcij v teoriji verjetnosti in teoriji števil. Postal je eden od utemeljiteljev sodobnega verjetnostnega računa. Leta 1924 je odkril zakon o iteriranem logaritmu. Dosegel je pomembne rezultate na področju limitnih izrekov. Podal je definicijo stacionarnega procesa in raziskal temelje teorije takšnih procesov. 
V teoriji števil je prispeval k metrični teoriji diofantskih približkov. Za realne verižne ulomke je odkril njihovo značilnost, znano kot Hinčinova konstanta.
Objavil je tudi več pomembnih del o statistični fiziki, kjer je uporabljal metode verjetnostnega računa, teorije informacij, teorije čakalnih vrst (queueing theory) in analize.
Hinčina so leta 1939 izbrali za dopisnega člana Sovjetske akademije znanosti. Leta 1941 je prejel državno nagrado SZ. Prejel je red Lenina ter tri druge redove in medalje.

## Izbrana dela
- Hinčin, Aleksander Jakovljevič (1963), Работы по математической теории массового обслуживания / Под редакцией Б. В. Гнеденко, Moskva: Fizmatgiz, str. 236
- Hinčin, Aleksander Jakovljevič (1953), Краткий курс математического анализа, Moskva: GITTL, str. 624
- Hinčin, Aleksander Jakovljevič (2006), Педагогические статьи: Вопросы преподавания математики. Борьба с методическими штампами. Серия «Психология, педагогика, технология обучения» (2. izd.), Moskva: KomKniga, str. 208, ISBN 5-484-00531-0